# Marie Claveau

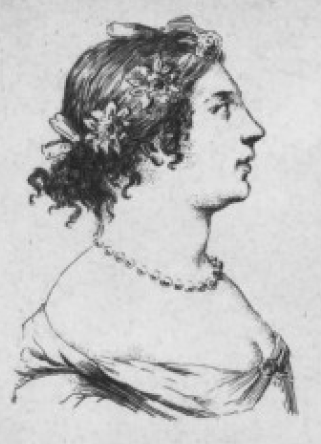
Porträt der Schauspielerin Marie Claveau von Frédéric Hillemacher

Marie Claveau genannt Mademoiselle du Croisy (* in Sainte-Hermine; † September 1703 in Dourdan) war eine französische Komödiantin. Sie trat im Jahr 1659 in Molières Truppe ein, deren unstetes Schicksal sie auch über den Tod Molières hinaus teilte.
Marie Claveau, Tochter von Louis Claveau sieur de Langlois und Marie Boursault, heiratete in erster Ehe einen gewissen Nicolas de Lécol, sieur de Saint-Maurice. Verwitwet schloss sie am 29. Juli 1652 in Poitiers eine zweite Ehe mit dem Schauspieler Philippe Gassot genannt du Croisy und trat gemeinsam mit diesem im Jahr 1659 in die Truppe von Molière ein.
Nach Molières Tod (1673) spielten die Eheleute „du Croisy“ unter der Leitung von dessen Witwe Armande Béjart. Die Komödianten, die von Jean-Baptiste Lully aus dem Saal des Palais Royal verdrängt worden waren, nahmen nach ihrer neuen Wirkungsstätte, dem Ballspielhaus Jeu de Paume de La Bouteille in der rue Guénégaud, den Namen „Troupe de l’Hôtel Guénégaud“ an. Als diese Truppe im Jahr 1680 auf Befehl des Königs mit der „Troupe de l’Hôtel de Bourgogne“ zusammengelegt und fortan Comédie-Française genannt wurde, war Mademoiselle du Croisy (Marie Claveau) unter den ersten sogenannten Sociétaires de la Comédie-Française. 1687 konnte die Truppe das alte Ballspielhaus „Jeu de Paume de l’Etoile“ (aus dem Jahr 1547) in der rue des Fossées Saint-Germain erwerben und von dem Architekten François d’Orbay ein eigenes Theater erbauen lassen, das 1689 eingeweiht wurde.
Dort spielte Mademoiselle du Croisy (Marie Claveau) bis zum Jahr 1694, dem Jahr, in dem auch Armande Béjart sich zur Ruhe setzte. Sie starb, knapp drei Jahre nach Armande, im September 1703 in Dourdan.